# Clyzomedus annularis
Clyzomedus annularis là một loài bọ cánh cứng trong họ Cerambycidae.